# Бродянский, Виктор Михайлович
Ви́ктор Миха́йлович Бродя́нский (при рождении Виктор Менделевич Бродянский, 16 марта 1919, Ростов-на-Дону — 21 марта 2009, Москва) — советский учёный, специалист по проблемам термодинамики и криогенной техники; доктор технических наук, профессор; Заслуженный деятель науки Российской Федерации (1998).

## Биография
Родился 3 марта (по старому стилю) 1919 года в Ростове-на-Дону в семье Менделя Пейсаховича Бродянского и Анны Рувиновны Найфельд. В июле 1941 года, будучи студентом 4 курса Московского института химического машиностроения, ушёл добровольцем на фронт. Воевал в танковых войсках и мотопехоте — в Смоленской области, под Москвой, в Белоруссии; был дважды ранен.
В октябре 1945 продолжил обучение в институте, дипломную работу писал под руководством П. Л. Капицы. Окончив институт по специальности «инженер-механик химической промышленности», работал во ВНИИ кислородного машиностроения (1949—1952), где разрабатывал технологические схемы воздухоразделительных установок. В 1952—1957 годы — начальник газового цеха 1-го московского автогенного завода.
С 1957 преподавал в Московском энергетическом институте на кафедре промышленных теплоэнергетических установок, затем — на кафедре криогенной техники.

## Научная деятельность
В 1954 году защитил кандидатскую, в 1968 — докторскую диссертацию. Доцент (1955), профессор (1970).
Основные направления исследований:
- применение эксергетического метода технико-экономической оптимизации способов и устройств для преобразования вещества и энергии;
- совершенствование низкотемпературных и теплонасосных установок, в том числе путём применения многокомпонентных рабочих тел;
- создание высокоэффективных низкотемпературных систем на основе использования электрокалорического эффекта и взаимодействия электрических полей с диэлектрическими средами.

Действительный член Международного института холода.
Эксперт ВНИИГПЭ. 
Подготовил 30 кандидатов и 6 докторов наук.
Автор более 200 научных работ, в том числе 15 монографий и учебных пособий, часть из которых переведены на немецкий, французский, китайский и корейский языки.
- Бродянский В. М. Лазар Карно. 1753—1823 / Отв. ред. акад. А. И. Леонтьев [Рос. акад. наук]. — М.: Наука, 2003. — 148 с. — (Научно-биографическая литература / Редкол.: акад. Н. П. Лаверов (пред.) и др.). — ISBN 5-02-006465-3
- Бродянский В. М. Сади Карно, 1796—1832 : [Основоположник термодинамики] / Отв. ред. Д. Л. Тимрот; [Рос. АН]. — М : Наука, 1993. — 160 с. — (Научно-биографическая серия). — 450 экз. — ISBN 5-02-006906-X
  - Бродянский В. М. С. Карно : Основатель термодинамики. — М : Физматлит, 2004. — 183 c. — ISBN 5-9221-0397-0
- Бродянский В. М. Непрерывное получение технически чистого аргона : Автореф. дис. … канд. техн. наук. — М., 1954. — 16 с.
- Бродянский В. М. Эксергетический метод термодинамического анализа. — М.: Энергия, 1973. — 296 с. — 4000 экз.
- Бродянский В. М. Эксергетический метод термодинамического анализа и его приложения в технике низких температур : Автореф. дис. … д-ра техн. наук. — М., 1967. — 36 с.
- Бродянский В. М. Энергетика и экономика комплексного разделения воздуха. — М.: Металлургия, 1966. — 67 с.
- Бродянский В. М., Боярский М. Ю., Синявский Ю. В., Тащина А. Г. Вопросы классификации и терминологии криогенных установок. — М.: ЦИНТИхимнефтемаш, 1976. — 40 с. — (Обзорная информация. Сер. ХМ-6. Криогенное и кислородное машиностроение). — 650 экз.
- Бродянский В. М., Меерзон Ф. И. Производство кислорода. — М.: Металлургиздат, 1960. — 469 с.
  -  — 2-е изд., перераб. и доп. — М.: Металлургия, 1970. — 384 с. — 7500 экз.
- Бродянский В. М., Семёнов А. М. Термодинамические основы криогенной техники. — М : Энергия, 1980. — 447 с. — 4400 экз.
- Бродянский В. М., Фратшер В.[нем.], Михалек К. Эксергетический метод и его приложения. — М : Энергоатомиздат, 1988. — 288 с. — 2545 экз. — ISBN 5-283-00152-0
- Бродянский В. М. и др. Эксергетические расчеты технических систем : Справ. пособие / Под ред. А. А. Долинского, В. М. Бродянского. — Киев : Наукова думка, 1991. — 359 с. — 1400 экз. — ISBN 5-12-001397-X
- Мартынов А. В., Бродянский В. М. Что такое вихревая труба? — М.: Энергия, 1976. — 153 с. — (Библиотека теплотехника). — 9000 экз.

редактор
- Боярский М. Ю., Грачев А. Б., Калинин Н. В. и др. Автономные криорефрижераторы малой мощности / Под ред. В. М. Бродянского. — М.: Энергоатомиздат, 1984. — 206 с. — 1200 экз.
- Вопросы термодинамики и тепломассообмена в низкотемпературных установках : Темат. сб. / Под ред. В. М. Бродянского. — М.: МЭИ, 1980 (вып. дан. 1981). — 105 с. — (Труды Московского энергетического института ; Вып. 491).
- Вопросы термодинамического анализа : Эксерг. метод : [Сб. ст.] / Перевод Л. П. Андреева [и др.]; Под ред. [и с предисл.] В. М. Бродянского. — М.: Мир, 1965. — 246 с.
- Двигатели Стирлинга : Сб. ст. / Перевод с англ. Б. В. Сутугина; Под ред. В. М. Бродянского. — М.: Мир, 1975. — 446 с.
- Низкотемпературные процессы и криогенные системы : Темат. сб. / Ред. В. М. Бродянский и др. — М.: Б. и., 1979. — 120 с. — (Труды Московского ордена Ленина энергетического института / МЭИ ; Вып. 427).
- Эксергетический метод и его приложения : [Сб. ст.] / Перевод Н. В. Калинина [и др.]; Под ред. [и с предисл.] В. М. Бродянского. — М.: Мир, 1967. — 248 с.
- Экспериментальные исследования теплофизических процессов и свойств веществ : Темат. сб. / Под ред. В. М. Бродянского. — М.: МЭИ, 1982 (вып. дан. 1983). — 91 с. — (Труды Московского энергетического института ; Вып. 589).
- Энергия и эксергия : [Сб. ст.] / Перевод с нем. Н. В. Калинина; Под ред. В. М. Бродянского. — М.: Мир, 1968. — 189 с.
- Энергофизические процессы в криогенике и теплофизике : Темат. сб. / Ред. В. М. Бродянский. — М.: МЭИ, 1981. — 138 с. — (Труды Московского энергетического института ; Вып. 534).

учебно-методические
- Абрамов Г. И., Бродянский В. М. Хранение и транспорт ожиженных газов : [Учеб. пособие] / Ред. А. Б. Грачев. — М.: Б. и., 1975. — 82 с. — 1200 экз.
- Боярский М. Ю., Бродянский В. М. Методика расчета схем криогенных установок : Рефрижераторы с нестационар. потоками : [Учеб. пособие] / Ред. А. Б. Грачев. — Москва : МЭИ, 1977. — 68 с. — 500 экз.
- Бродянский В. М. Методическая разработка по циклу спецдисциплин «Криогенные установки» : (Идеол. аспекты). — М : МЭИ, 1983. — 48 с. — 300 экз.
- Бродянский В. М. Термодинамический анализ низкотемпературных процессов : (Конспект лекций) / Ред. проф. Е. Я. Соколов. — Москва : Б. и., 1966. — 180 с.
- Бродянский В. М. Учебное пособие по курсу «Введение в специальность» : Основы спец / Ред. А. Б. Грачев. — М : МЭИ, 1984. — 76 с. — 300 экз.
- Бродянский В. М., Калинина Е. И. Разделение газовых смесей Архивная копия от 26 марта 2019 на Wayback Machine : Учеб. пособие / Ред. А. Б. Грачев. — М.: МЭИ, 1977. — 90 с. — 500 экз.
- Бродянский В. М., Синявский Ю. В. Учебное пособие по курсу «Проектирование криогенных систем» : Основы методики проектирования криог. установок / Ред. М. Ю. Боярский. — М : МЭИ, 1981. — 82 с. — 400 экз.
- Бродянский В. М., Тащина А. Г. Методика расчета схем криогенных установок : (Рефрижераторы и ожижители) : Конспект лекций / Ред. А. Б. Грачев. — М.: Б. и., 1972. — 86 с. — 800 экз.
- Калинина Е. И., Бродянский В. М. Учебное пособие по курсам «Низкотемпературное разделение газовых смесей» и «Экономика энергетики криогенного производства» : Техн.-экон. анализ установок разделения газовых смесей / Ред. А. Н. Златопольский. — М.: МЭИ, 1979. — 85 с. — 500 экз.
- Соколов Е. Я., Бродянский В. М. Энергетические основы трансформации тепла и процессов охлаждения. — М.: Энергия, 1968. — 336 с.
  -  : Учеб. пособие для вузов. — 2-е изд., перераб. — М : Энергоиздат, 1981. — 320 с. — 9000 экз.

научно-популярные
- Бродянский В. М. Вечный двигатель — прежде и теперь : От утопии — к науке, от науки — к утопии. — М : Энергоатомиздат, 1989. — 255 с. — (Научно-популярная библиотека школьника). — 65 000 экз. — ISBN 5-283-00058-3
  -  — М : Физматлит, 2001. — 260 с. — 3000 экз. — ISBN 5-9221-0202-8
  - Brodjanskij V. M. Móvil perpetuo antes y ahora / [Trad. del ruso por el ing. B. Zapatero]. — Μ.: Mir, 1990. — 430 p. — (Ciencia popular). (исп.) — 6000 экз. — ISBN 5-03-001678-3
- Бродянский В. М. От твердой воды до жидкого гелия : История холода. Архивная копия от 26 марта 2019 на Wayback Machine — М : Энергоатомиздат, 1995. — 334 с. — (Научно-популярная библиотека школьника). — 2500 экз. — ISBN 5-283-00176-8

## Награды
- орден Красной Звезды[4]
- медали[4]
- Орден Отечественной войны I степени (6.4.1985)[1]
- Заслуженный деятель науки Российской Федерации (1998)[6]
- премия Клуба выпускников МЭИ «Почёт и признание» (2006)[5]
- медаль П. Л. Капицы «За вклад в развитие криогеники»[5].